# Поболь, Леонид Давыдович
Леони́д Давы́дович По́боль (бел. Леані́д Давы́давіч По́баль; 28 мая 1924, Николаево, теперь Ивьевский район — 28 января 2004, Минск) — белорусский археолог. Доктор исторических наук (1978), профессор (1990). Член Международного союза славянской археологии, Польского археологического товарищества.

## Биография
В 1950 году окончил Институт физической культуры, а в 1951 году Белорусский государственный университет. С 1958 года сотрудник Института истории АН БССР, заведующий сектора отдела археологии, отдела археологии и первобытного общества. С 1991 года ведущий научный сотрудник, а с 1997 года главный хранитель фондов Музея истории НАН Белоруссии.
Изучал историю древних славян в Европе, в том числе и в Беларуси. Исследовал полуземлянки и наземное житло городищ и селищ, курганные и бескурганные могильники и оборонительные укрепления железного века. Принимал участие в археологическом изучении Минска.

### Работы о памятникеАбидня
- Поболь Л. Д. Ильютик А. В. Жилища второй четверти I тыс. н. э. из поселения Абидня: (по материалам раскопок 1960 г.) // МАБ. — № 3. — 2001. — С. 102—153.
- Поболь Л. Д. Ильютик А. В. Могильник Абидня в Верхнем Поднепровье: [Могилёв. обл.] // МАБ. — № 8. — 2003. — С. 61-70.
- Поболь Л. Д. Ильютик А. В. Поселение Абидня: Постройки 1, 2, 4, 5: [Могилёв. обл.] // Раннеславянский мир. — Вып. 4. — 2002. — С. 54-74.